# Natascha Manski
Natascha Manski (* 1973 in Nordenham) ist eine deutsche Autorin.

## Biografie
Manski hat Politikwissenschaften, Geschichte und Anglistik in Köln und Cambridge studiert. Nachdem sie mehrere Jahre als Redakteurin tätig war, arbeitet sie heute als Pressesprecherin in Hannover. Seit 2006 verfasst und veröffentlicht sie Kurzgeschichten. 2012 legte sie mit Fanggründe einen „Küstenkrimi“ vor. Sie lebt in der Nähe von Hannover.

## Werke
- MarschMenschen. Kurzgeschichten von der Küste. Books on Demand, Norderstedt 2007, ISBN 978-3-8370-1297-2.
- Mörderische MarschMenschen. Kurze Krimis von der Küste. Schardt, Oldenburg 2009, ISBN 978-3-89841-430-2.
- Fanggründe. Ein Küstenkrimi. Rowohlt, Reinbek bei Hamburg 2012, ISBN 978-3-499-25920-3.
- Seebestattung. Rowohlt, Reinbek bei Hamburg 2015, ISBN 978-3-499-26870-0
- Mitwirkende: STROMLinien. Menschen. Orte. Geschichten. Bildband. Wellenschlag, Bremerhaven 2016, ISBN 978-3-9817308-1-4.
- mit Diana Mosler: Wesermarsch und umzu. Gmeiner, Meßkirch 2020, ISBN 978-3-8392-2634-6.
- mit Felix Klabe, Sabine Hildebrandt: 75 Niedersachsen. Sturmfest & erdverwachsen. Niedersächsisches Ministerium für Ernährung, Landwirtschaft und Verbraucherschutz, Hannover 2021, DNB 1248054911.